# العلاقات الإريترية الفنلندية
العلاقات الإريترية الفنلندية هي العلاقات الثنائية التي تجمع بين إريتريا وفنلندا.

## مقارنة بين البلدين
هذه مقارنة عامة ومرجعية للدولتين:
| وجه المقارنة                                              | إريتريا                                      | فنلندا                                                                               |
| --------------------------------------------------------- | -------------------------------------------- | ------------------------------------------------------------------------------------ |
| المساحة (كم2)                                             | 117.60 ألف                                   | 338.42 ألف                                                                           |
| عدد السكان (نسمة)                                         | 6.33 مليون                                   | 5.52 مليون                                                                           |
| الكثافة السكانية (ن./كم²)                                 | 53.83                                        | 16.31                                                                                |
| العاصمة                                                   | أسمرة                                        | هلسنكي                                                                               |
| اللغة الرسمية                                             | اللغة التغرينية، اللغة العربية، لغة إنجليزية | اللغة الفنلندية، اللغة السويدية                                                      |
| العملة                                                    | ناكفا                                        | يورو، ماركا فنلندية                                                                  |
| الناتج المحلي الإجمالي (بليون دولار)                      | 2.61 مليار                                   | 251.88 مليار                                                                         |
| الناتج المحلي الإجمالي (تعادل القوة الشرائية) بليون دولار |                                              | 231.84 مليار                                                                         |
| الناتج المحلي الإجمالي الاسمي للفرد دولار أمريكي          |                                              | 42.31 ألف                                                                            |
| الناتج المحلي الإجمالي للفرد دولار أمريكي                 |                                              | 40.68 ألف                                                                            |
| مؤشر التنمية البشرية                                      | 0.391                                        | 0.883                                                                                |
| رمز المكالمات الدولي                                      | +291                                         | +358                                                                                 |
| رمز الإنترنت                                              | .er                                          | .fi                                                                                  |
| المنطقة الزمنية                                           | ت ع م+03:00                                  | ت ع م+02:00، ت ع م+03:00، أوروبا/هلسنكي ‏، توقيت شرق أوروبا، توقيت شرق أوروبا الصيفي ‏ |

## منظمات دولية مشتركة
يشترك البلدان في عضوية مجموعة من المنظمات الدولية، منها:
| علم المنظمة | اسم المنظمة                        | تاريخ انضمام إريتريا | تاريخ انضمام فنلندا |
| ----------- | ---------------------------------- | -------------------- | ------------------- |
|             | مؤسسة التمويل الدولية              | 11 أكتوبر 1995       | 20 يوليو 1956       |
|             | منظمة حظر الأسلحة الكيميائية       | ?                    | ?                   |
|             | البنك الإفريقي للتنمية             | ?                    | ?                   |
|             | يونسكو                             | 2 سبتمبر 1993        | 10 أكتوبر 1956      |
|             | الأمم المتحدة                      | 28 مايو 1993         | 14 ديسمبر 1955      |
|             | الاتحاد الدولي للاتصالات           | 6 أغسطس 1993         | 1 سبتمبر 1920       |
|             | منظمة الشرطة الجنائية الدولية      | ?                    | ?                   |
|             | البنك الدولي للإنشاء والتعمير      | 6 يوليو 1994         | 14 يناير 1948       |
|             | الاتحاد البريدي العالمي            | ?                    | ?                   |
|             | مؤسسة التنمية الدولية              | 6 يوليو 1994         | 29 ديسمبر 1960      |
|             | وكالة ضمان الاستثمار متعدد الأطراف | 10 سبتمبر 1996       | 28 ديسمبر 1988      |

## وصلات خارجية
- موقع وزارة الخارجية الفنلندية